# 国会山神秘汽水贩卖机
国会山神秘汽水贩卖机是指位于美國西雅图国会山的一台自动贩卖机，这台自动贩卖机从20世纪90年代早期开始投入运营，直到2018年神秘消失后才最终停止运营。 到现在为止，为这台机器上货的人或渠道尚未查明。

## 对该贩卖机的描述

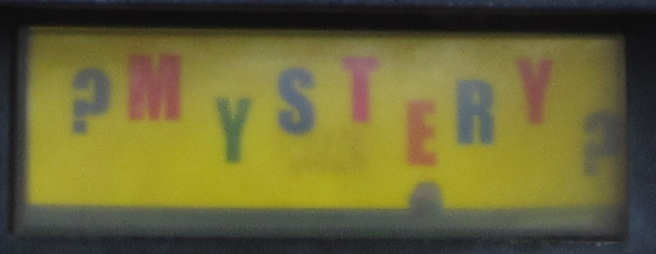
写有“？神秘？”的按钮

位于百老汇锁匠店前的这台自动贩卖机，常年在此的锁匠店老板称：“根本不知道是谁在管理和操作这台贩卖机”，这台贩卖机上还有一个“？神秘？”字样的按钮 ，机器内上的货也是一些像在美国买不到或在1980年代就很少见的饮料。比如激浪白霜、雀巢树莓味、夏威夷潘趣酒、芬达葡萄味以及其他传闻中称的可口可乐香草味、弗雷斯卡黑樱桃味、新奇士樱桃酸橙汽水等饮料。

## 历史
2018年1月，西雅图通过了“含糖饮料税”议案。 这台机器的饮料售价从之前的0.75美元涨到了1美元 
2018年6月，这台机器神秘消失， 随后该机器的Facebook页面上发布了一条信息称：“只是出去散散心，寻找自我。说不定还可以趁机来个大清洗。” 一张写有“去散心了”的纸条被贴在这台机器原来所在位置的栏杆上。 在此期间，其Facebook页面上还出现了经过图像处理的有着森林和马丘比丘交映中的贩卖机图片。